# Бессмертная песня
«Бессмертная песня» — советский художественный фильм 1957 года, драма, созданная на киностудии «Ленфильм». Снял фильм режиссёр Матвей Володарский. Сценарий к фильму был написан на основе одноимённого рассказа писателя Виктора Авдеева. Съёмки фильма проходили в станице Славянской (с 1958 года — город Славянск-на-Кубани).

## Сюжет
Действие фильма начинается в 1920 году. Красноармеец Юсалов был ранен во время Гражданской войны. Он приезжает в одну из кубанских станиц. Там он пытается организовать самодеятельность. Юсалову удаётся организовать музыкальную школу в станице, под его руководством ученики разучивают «Интернационал» и ставят первый революционный спектакль. Но старания Юсалова не остаются незамеченными, в первую очередь его врагами. Кулаки люто ненавидят Юсалова, поэтому они убивают его...
Дальше действие фильма переносится в настоящий момент — примерно в то время, когда снимался фильм, то есть в 1950-е годы. В станице, где был убит красноармеец строят новую музыкальную школу, называют именем убитого героя.

## В ролях
- Фёдор Шмаков — Юсалов
- Галина Карелина — казачка
- Аркадий Трусов — Опанас Мартыныч
- Нина Дробышева — Мария
- Борис Коковкин — регент церковного хора
- Николай Кузьмин — солдат
- Фёдор Федоровский — матрос
- Вячеслав Воронин — Шаповаленко
- Виктор Бриц — Сашко
- Владимир Волчик — учитель музыки
- Борис Муравьёв — секретарь
- Николай Гаврилов — солдат в будёновке
- Любовь Малиновская — станичница
- Виктор Харитонов — гимназист
- Алиса Фрейндлих — гимназистка

## Съёмочная группа
- Произведение: Виктор Авдеев
- Автор сценария: Алексей Леонтьев
- Режиссёр: Матвей Володарский
- Оператор: Вячеслав Фастович

## Технические данные
- СССР, 1957 год
- Ленинград, «Ленфильм»
- Драма
- Оригинальный язык — русский